# Університет Святих Кирила і Мефодія

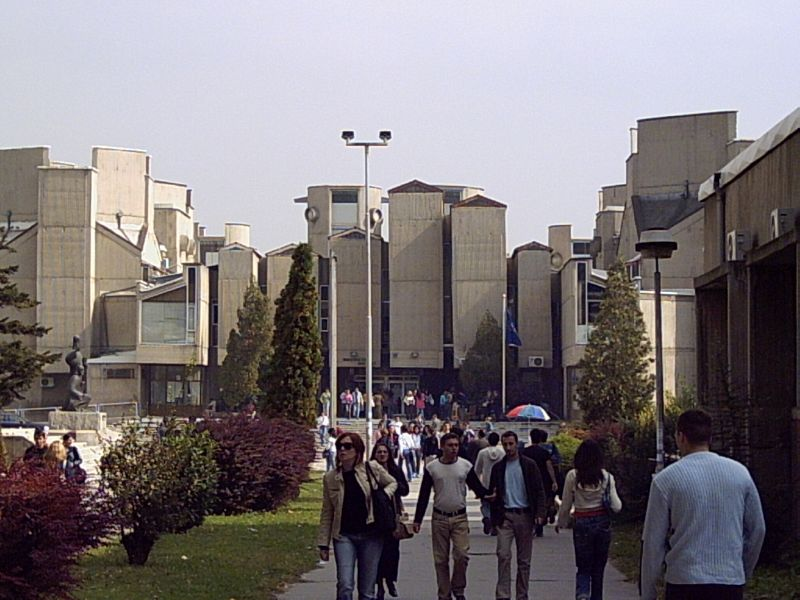
Навчальний корпус філософського, філологічного і правового факультетів Університету св. Кирила і Мефодія в Скоп'є

Університет Святих Кирила і Мефодія в Скоп'є (мак. Универзитет „Св. Кирил и Методиј“) створений в 1949 році із трьох факультетів. Провідний вищий навчальний заклад Північної Македонії нараховує 23 факультети і 10 наукових інститутів.

## Факультети

### Медичні науки
- Медичний факультет
- Стоматологічний факультет
- Фармакологічний факультет
- Факультет фізичної культури

### Природничі і технічні науки
- Природничо-математичний факультет
- Архітектурний факультет
- Будівельний факультет
- Машинобудівний факультет
- Електротехнічний факультет
- Технологічно-металургійний факультет
- Гірничо-геологічний факультет

### Суспільні науки
- Філософський факультет
- Філологічний факультет ім. Блаже Конеського
- Економічний факультет
- Юридичний факультет ім. Юстиніана І
- Педагогічний факультет ім. Св. Клімента Охридського — (Скоп'є)
- Педагогічний факультет ім. Гоце Делчева — (Штіп)

### Біотехнологічні науки
- Факультет сільськогосподарських наук
- Факультет лісового господарства
- Факультет ветеринарної медицини

### Мистецтв
- Факультет музичних мистецтв
- Факультет театральних мистецтв
- Факультет художніх мистецтв

### Інститути
- Інститут біології
- Інститут географії
- Інститут етнології і антропології
- Інститут інформатики
- Інститут математики
- Інститут фізики
- Інститут хімії
- Інститут національної історії
- Інститут македонської мови ім. Крісте Місіркова
- Інститут фольклору ім. Марко Цепенкова
- Інститут економіки
- Інститут соціологічних і політично-правових досліджень
- Інститут землеробства
- Інститут південних сільськогосподарських культур
- Інститут інженерної сейсмології
- Інститут тваринництва
- Інститут македонської літератури

## Відомі випускники
- Нікола Груєвський, прем'єр-міністр Македонії
- Денко Малеський, міністр закордонних справ Македонії
- Любомир Фрчкоський, міністр закордонних справ Македонії
- Благой Ханджиський, міністр закордонних справ Македонії
- Ілінка Мітрева, міністр закордонних справ Македонії
- Крум Тошев, македонський славіст, професор
- Блаже Конеський, поет, письменник, професор
- Таня Вуйсич-Тодоровська, балерина, педагог